# Saison 2012-2013 de l'Arras Football Club féminin
Maillots
Chronologie
Saison suivante
La saison 2012-2013 de l'Arras Football Club féminin est la première saison du club pas-de-calaisien en première division du championnat de France.
René Devienne et Éric Zelazny sont à la tête du staff arrageois lors de cette nouvelle saison qui fait suite à un exercice précédent particulièrement réussi, puisque le club avait fini premier de son groupe de Division 2, accédant ainsi à l'élite. Les objectifs pour cette saison sont modestes face aux équipes majeures de la première division, le président Philippe Verstaen ne peut qu'ambitionner le maintien pour cette première saison à ce niveau. Lors de la trêve hivernale, n'ayant plus confiance en leurs entraineurs, les dirigeants du club les remercient et nomment Jean-Pierre Marocchini à leur place.
L'Arras FCF se fait éliminer dès son entrée en lice en Coupe de France par le FCF Hénin-Beaumont qui évolue pourtant en Division 2.

## Avant saison

### Objectif du club
Malgré un budget triplé, les ambitions pour cette saison sont modestes face aux équipes majeures de la première division et le maintien est l'objectif principal.
Pour répondre aux exigences de la première division, le club a déménagé et disputera désormais ses matchs à domicile au Stade Degouve-Brabant.

### Transferts
En ce début de saison dans l'élite, le club se renforce et enrôle cinq nouvelles joueuses, Justine Dubois et Leïla Iloudje de l'US Gravelines, Claire Jacob du FCF Hénin-Beaumont qui vient d'être relégué en Division 2, Claire Levasseur de l'équipe des moins de 19 ans du FCF Juvisy et Camille Lewandoski, une ex-joueuses du FCF Hénin-Beaumont qui reprend la compétition. Le club enrôle également un second entraineur en la personne de Eric Zélazny qui arrive de l'ASPTT Arras et qui remplace Jean-Pierre Marocchini. Lors de la trêve hivernale, le club reçoit le renfort de l'internationale camerounaise, Yvonne Leuko Chibosso en provenance du FC Rouen et de Chardente Saya Ndoulou en provenance de l'US Compiègne.
Le club connait également des départs, puisque Virginie Arys et Charlène Olivier font le trajet inverse de Claire Jacob et rejoignent le FCF Hénin-Beaumont. Lors de la trêve hivernale, le club enregistre le départ de Stéphanie Weens pour l'US Rouvroy.
Durant la trêve hivernale, les dirigeants du club remercient le duo d'entraineur en place, René Devienne et Eric Zélazny, qui sont remplacés par un membre du club, Jean-Pierre Marocchini.

### Préparation d'avant-saison
Avant son premier match officiel de championnat prévu le 9 septembre, l'Arras FCF a programmé quatre rencontres amicales face aux Dames Zulte Waregem, à l'US Compiègne CO, à l'Amiens SC et à la VGA Saint-Maur.

## Compétitions

### Championnat

#### Phase aller - Journée 1 à 11
La saison 2012-2013 de Division 1 est la trente-neuvième édition du championnat de France de football féminin. La division oppose douze clubs en une série de vingt-deux rencontres. Les meilleurs de ce championnat se qualifient pour la Ligue des Champions (les deux premiers). L'Arras FCF participe à cette compétition pour la première fois de son histoire.
La compétition débute pour l'Arras FCF, le dimanche 9 septembre 2012 à 15 h, par un match face au FCF Juvisy. Les Arrageoises pour leur premier match dans l'élite, n'ont pas pu résister à leur adversaire, chutant lourdement sur le score de six buts à zéro. Lors de la deuxième journée, les filles de René Devienne et Eric Zélazny sont tenues en échec par les joueuses de l'EA Guingamp sur le score d'un but partout après avoir pourtant ouvert le score par Laurie Dacquigny. Le même scénario se reproduit la semaine suivante face à l'AS Saint-Étienne malgré le but de Leïla Iloudje. Lors de la quatrième journée, les Arrageoises font face au Montpellier HSC qui grâce à un doublé de Marie-Laure Delie, vient s'imposer au stade Degouve-Brabant sur le score de trois buts à zéro.
Lors de la cinquième journée, les joueuses de René Devienne et Eric Zélazny sont une nouvelle fois défaites sur le score sévère de six buts à zéro par le Paris Saint-Germain, avec un triplé de l'attaquante suédoise, Kosovare Asllani. Les Arrageoises régissent bien lors de la journée suivante en s'imposant sur le terrain d'un autre promu, le Toulouse FC sur le score de deux buts à zéro grâce notamment à un doublé de  Ludivine Bultel, puis enchaînent face à l'autre promu, le FF Issy en s'imposant deux buts à un devant leur public.
Lors de la huitième journée, joueuses de l'Arras FCF sombre face à celles du Rodez AF qui s'imposent sur le score de cinq buts à un, malgré une nouvelle réalisation de Ludivine Bultel avant de se ressaisir la journée suivante en battant les joueuses du FF Yzeure sur le score de quatre buts à un, leur permettant de remonter à la sixième place du classement. Les Arrageoises s’effondrent deux semaines plus tard face à l'Olympique lyonnais en s'inclinant treize buts à un malgré un la réalisation de Leïla Iloudje seulement la troisième attaquante européenne à percer les filets de l'équipe lyonnaise cette saison. L'ultime match de la phase aller du club nordiste est reporté au 13 janvier à cause des intempéries empêchant le FC Vendenheim de se déplacer dans le Pas-de-Calais. Ce match en retard est parfaitement bien négocié par les Arrageoises qui viennent à bout de leur adversaire sur le score de deux buts à zéro, faisant par ailleurs un nouveau pas important vers le maintien.

#### Phase retour - Journée 12 à 22
Pour son premier match retour et le dernier avant la trêve hivernale, les Arrageoises s'inclinent lourdement sur le terrain de l'EA Guingamp sur le score de sept buts à zéro. Lors de la journée suivante, leur match face à l'AS Saint-Étienne est reporté pour cause climatique, les Arrageoises jouent ainsi leur premier match de l'année le 20 janvier face au Montpellier HSC et s'incline une nouvelle fois lourdement sur le score de sept buts à zéro. Après un week-end de Coupe de France, les filles de René Devienne et d'Eric Zélazny s'inclinent à nouveau face au Paris SG, sur le score de quatre buts à un, avec notamment un but de Tobin Heath, la dernière recrue parisienne. Le 10 février, les Arrageoises jouent leur match en retard face à l'AS Saint-Étienne et ne profitent pas de cette occasion pour s'éloigner de la zone rouge puisqu'elles s'inclinent deux buts à zéro, avant d'être tenu en échec deux semaines plus tard, par un concurrent direct à la relégation, le Toulouse FC, sur le score de deux buts partout. Lors de la journée suivante, les Arrageoises voient leur match face au FF Issy reporté à cause de conditions météorologiques exceptionnelle sur le nord de la France. Les matchs se suivent et se ressemble, puisque les joueuses de Jean-Pierre Marocchini vont enchainer deux défaites deux buts à zéro face au Rodez AF puis chez le FF Yzeure, avant de tenir en échec le FF Issy lors de son match en retard, leurs assurant quasiment avec certitude le maintien dans l'élite.

### Coupe de France
La coupe de France 2012-2013 est la 12e édition de la coupe de France, une compétition à élimination directe mettant aux prises les clubs de football à travers la France métropolitaine et les DOM-TOM. Elle est organisée par la FFF et ses ligues régionales.
Marinette Pichon effectue un tirage délicat pour les Arrageoises qui joueront à l'extérieur, face au FCF Hénin-Beaumont, qui évolue en seconde division. Les nordistes tombent dans le piège de ce derby, en s'inclinant sur le score de deux buts à un avec un deuxième but héninois dans les dernières seconde ruinant les espoirs des joueuses de l'AFCF de faire un parcours dans cette compétition.

### Matchs officiels de la saison
Le tableau ci-dessous retrace les rencontres officielles jouées par l'Arras FCF durant la saison. Les buteurs sont accompagnés d'une indication sur la minute de jeu où est marqué le but et, pour certaines réalisations, sur sa nature (penalty ou contre son camp).
| Compétition     | Débute au tour | Place ou tour final | Matches joués | Gagnés | Nuls | Perdus | Buts pour | Buts contre | Différence |
| Division 1      | -              | -                   | 19            | 4      | 4    | 11     | 18        | 64          | -46        |
| Coupe de France | 1/32 de finale | 1/32 de finale      | 1             | 0      | 0    | 1      | 1         | 2           | -1         |
| Total           | -              | -                   | 20            | 4      | 4    | 12     | 19        | 66          | -47        |

## Joueurs et encadrement technique

### Encadrement technique
Lors de cette saison, l'équipe est dirigée par un duo d'entraineur René Devienne-Eric Zelazny qui s'appuient sur leurs expériences des saisons précédentes pour mener au mieux les promues vers le maintien. A la trêve hivernale, ils sont remplacés par Jean-Pierre Marocchini, entraineur des moins de 19 ans du club.

### Statistiques individuelles
| \| Jacob Denis Bouchenna Tentelier Lernon Dacquigny Bultel Decool Gosse Iloudje Gracial \| Équipe type de la saison. · D'après les temps de jeu à leur poste. |
| Jacob Denis Bouchenna Tentelier Lernon Dacquigny Bultel Decool Gosse Iloudje Gracial                                                                          |

| Joueuse                | Total |
| Ludivine Bultel        | 6     |
| Leïla Iloudje          | 3     |
| Caroline Gracial       | 2     |
| Laurie Dacquigny       | 2     |
| Chardente Saya Ndoulou | 1     |
| Jessica Lernon         | 1     |
| Julie Caillierez       | 1     |
| Marie Gosse            | 1     |
| Nathalie Jarosz        | 1     |
| Perrine Tentelier      | 1     |

| Joueuse          | Total |
| Marie Gosse      | 3     |
| Laurie Dacquigny | 2     |
| Ludivine Bultel  | 2     |
| Caroline Gracial | 1     |
| Jessica Lernon   | 1     |
| Mathilde Decool  | 1     |
| Nathalie Jarosz  | 1     |

## Aspects juridiques et économiques

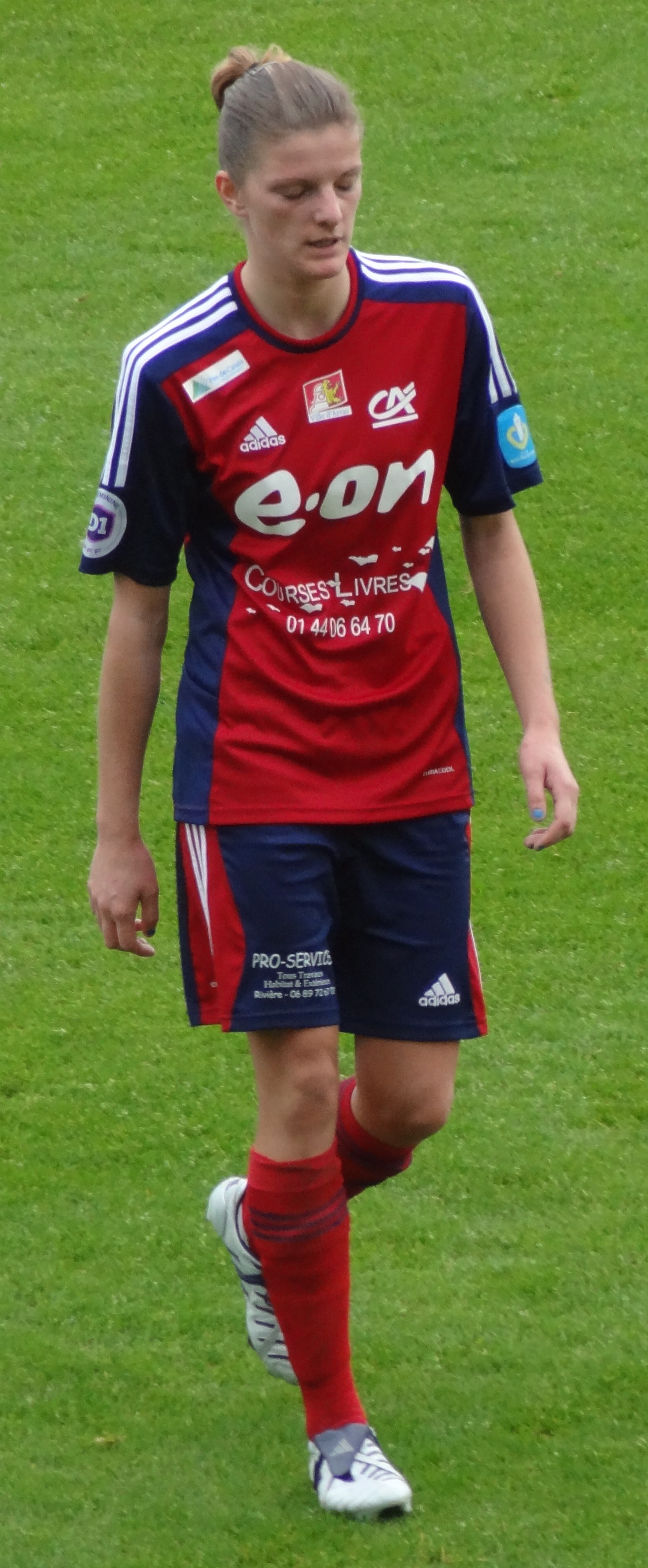
Ludivine Bultel avec le nouveau maillot du club.

L'Arras FCF a triplé son budget par rapport à la saison précédente. Le club est équipé par Adidas et sponsorisé par le producteur et fournisseur d'énergies E.ON.
Le 30 janvier 2013, le club est approché par le RC Lens et un partenariat technique est mis en place.

## Affluence et télévision

### Affluence
Affluence de l'AFCF à domicile

### Retransmission télévisée
Profitant de la médiatisation de la Coupe du monde, la FFF avait lancé le lundi 11 juillet 2012 l’appel d’offre pour les droits TV du championnat de France. Ces derniers ont été remportés par France Télévisions en duo avec la chaine Eurosport pour un contrat s'élevant à 110 000 euros.

## Équipe réserve et équipes de jeunes
La réserve arrageoise évolue en Division d’Honneur du Nord-Pas-de-Calais, soit deux divisions en dessous de l’équipe première. 
Le club pas-de-calaisien possède également une équipe des moins de 19 ans qui participe au Challenge National féminin U19.